# Torri Naberežnaja
Le Torri Naberežnaja (in russo Башня на Набережной?, Bašnja na Naberežnoj, letteralmente "torre sul lungofiume") sono un complesso di grattacieli situate al Moscow International Business Center di Mosca, costituite da tre edifici connessi da un unico basamento, con una superficie totale di circa 150.000 m2 di area commerciale. Il blocco C, con un'altezza di 268,4 metri, è stato il grattacielo più alto d'Europa fino al 2009, quando è stato superato in altezza dal complesso della Città delle Capitali, grattacielo poco distante dalle torri.

## Storia
Nell'estate del 2003, la holding turca Enka İnşaat ve Sanayi A.Ş. ha iniziato la costruzione della prima fase del complesso, progettato dagli architetti Inan Vehbi e Ostyurk Olcay. L'11 ottobre 2004 è stato inaugurato il Blocco A "Torre sul lungofiume" con una superficie totale di 39,8 mila m2. A causa del fatto che il progetto delle Torri Naberežnaja è stato suddiviso in tre fasi, Enka ha potuto iniziare la costruzione prima, rinviando l'approvazione della parte più difficile del grattacielo. Di conseguenza, l'edificio di 17 piani divenne il primo edificio eretto nella città, senza contare la Torre 2000 lungo l'altra sponda del fiume. A causa della domanda, il committente è stato in grado di consegnare tutto lo spazio ufficio 4 mesi prima della messa in servizio dell'oggetto.
Nell'ottobre 2005 è stato depositato un blocco di 27 piani con 29202 m2. All'inizio del 2007, quando la Torre sul lungofiume era ancora l'unico complesso operativo della città, gli uffici furono affittati da circa 40 aziende, tra cui Alcoa, Citibank, IBM, General Electric, KPMG, Lucent Technologies e Procter & Gamble. Tuttavia, gli inquilini hanno dovuto affrontare le infrastrutture sottosviluppate della città in costruzione e il fatto che ci sono solo 1200 posti auto per 7000 persone in un parcheggio sotterraneo a 4 livelli.
La costruzione del Blocco C è iniziata nel gennaio 2005 ed è stata completata nell'ultimo trimestre del 2007. La torre di 60 piani risultò essere 4 metri più alta del Palazzo del Trionfo di Mosca e divenne l'edificio più alto in Russia e in Europa. L'edificio comprende 1,1mila m2 di superficie commerciale e 108.000 m2 di superficie affittata.
Con la propria base di produzione, Enka non ha avuto bisogno di grandi prestiti e ha costruito con i propri fondi. L'investimento totale è stimato a 200 milioni di dollari. All'inizio della crisi finanziaria, quasi tutte le aree del complesso erano già state commissionate.

## Dettagli delle torri
Gli edifici sono i seguenti:
- Blocco A – 85 metri di altezza, 17 piani. Completato nel 2004.
- Blocco B – 127 metri di altezza, 27 piani. Completato nel 2005.
- Blocco C – 268,4 metri di altezza, 57 piani. Completato nel 2007.

## Galleria d'immagini

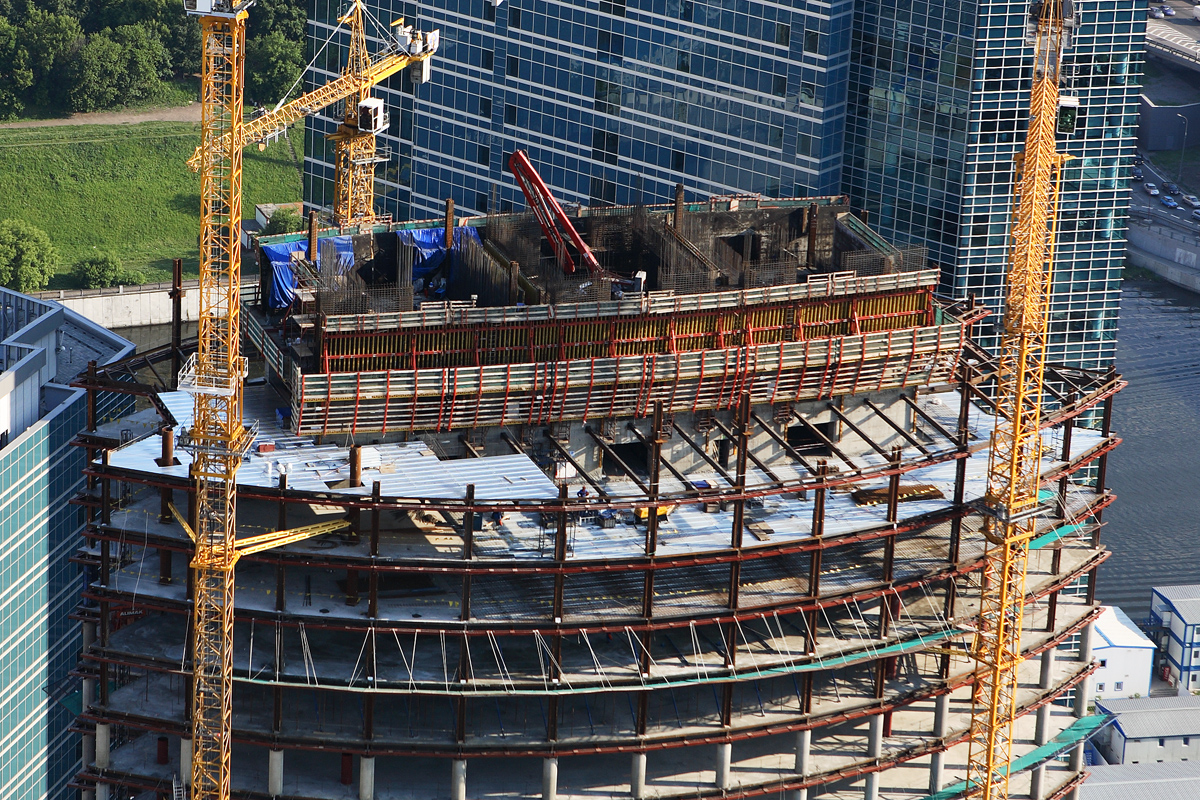
20 giugno 2006 (costruzione della torre C)
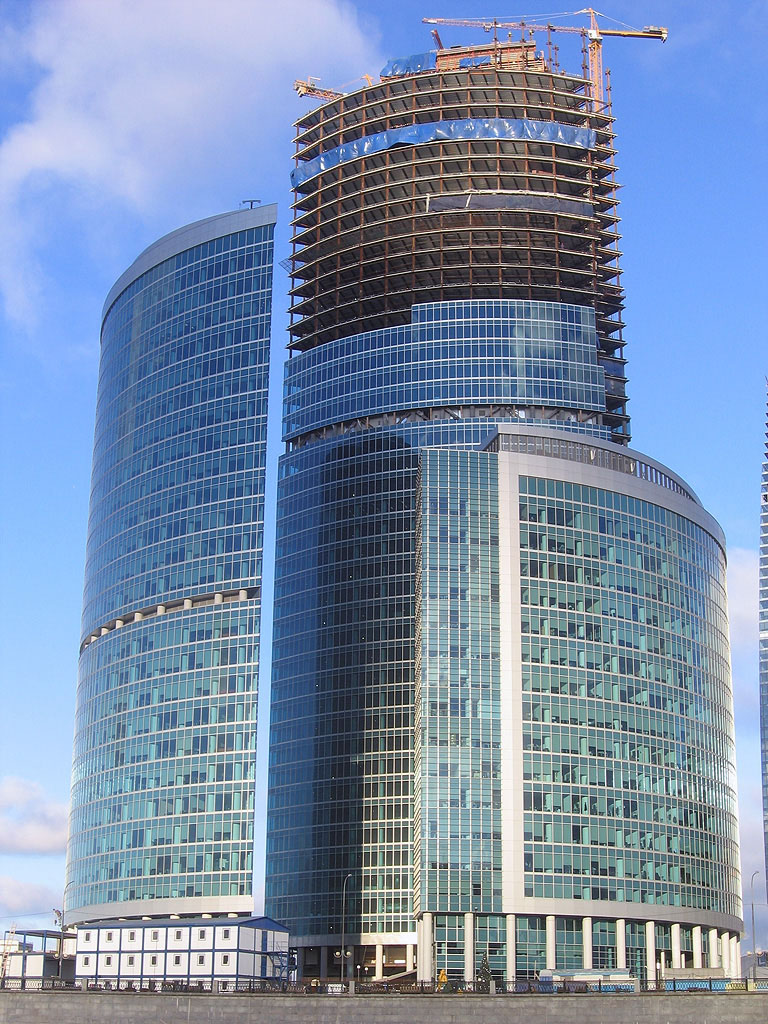
19 dicembre 2006
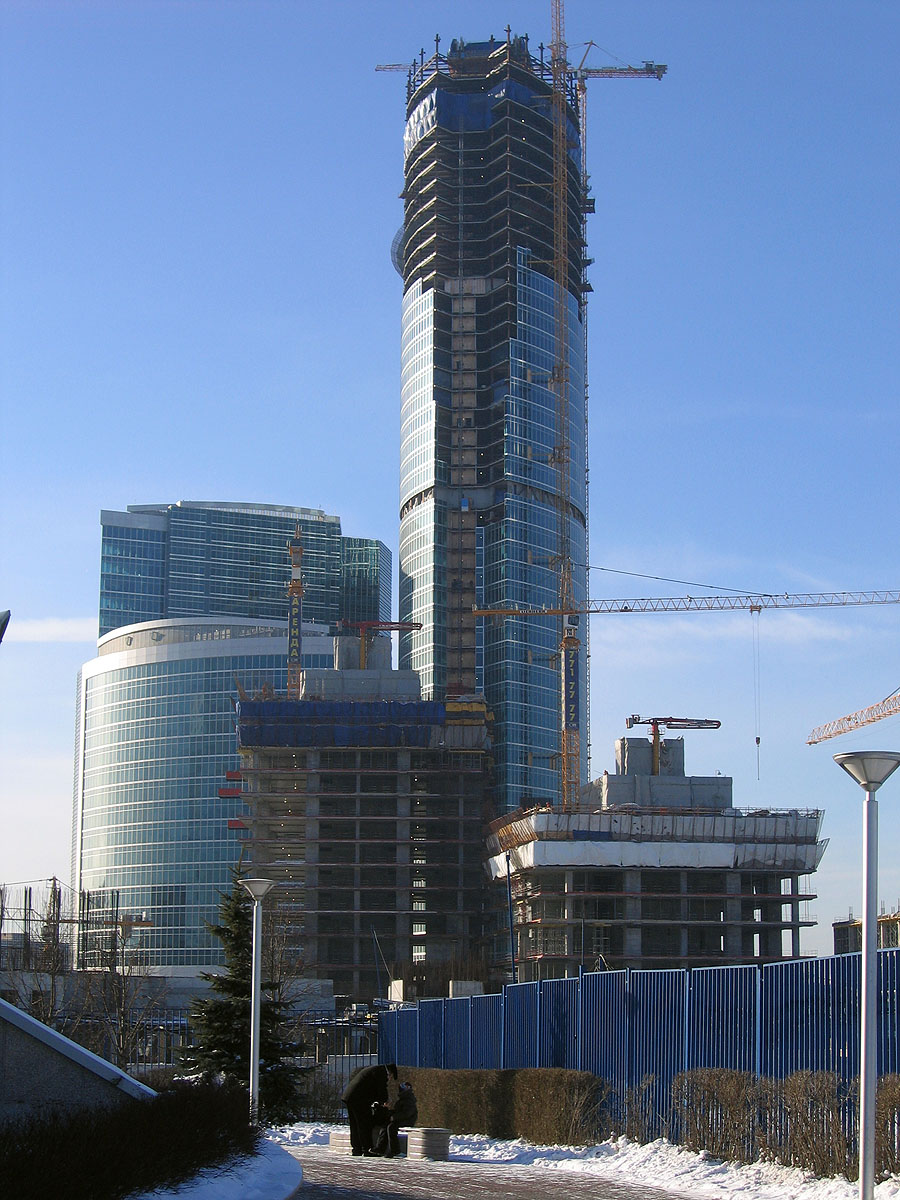
30 gennaio 2007
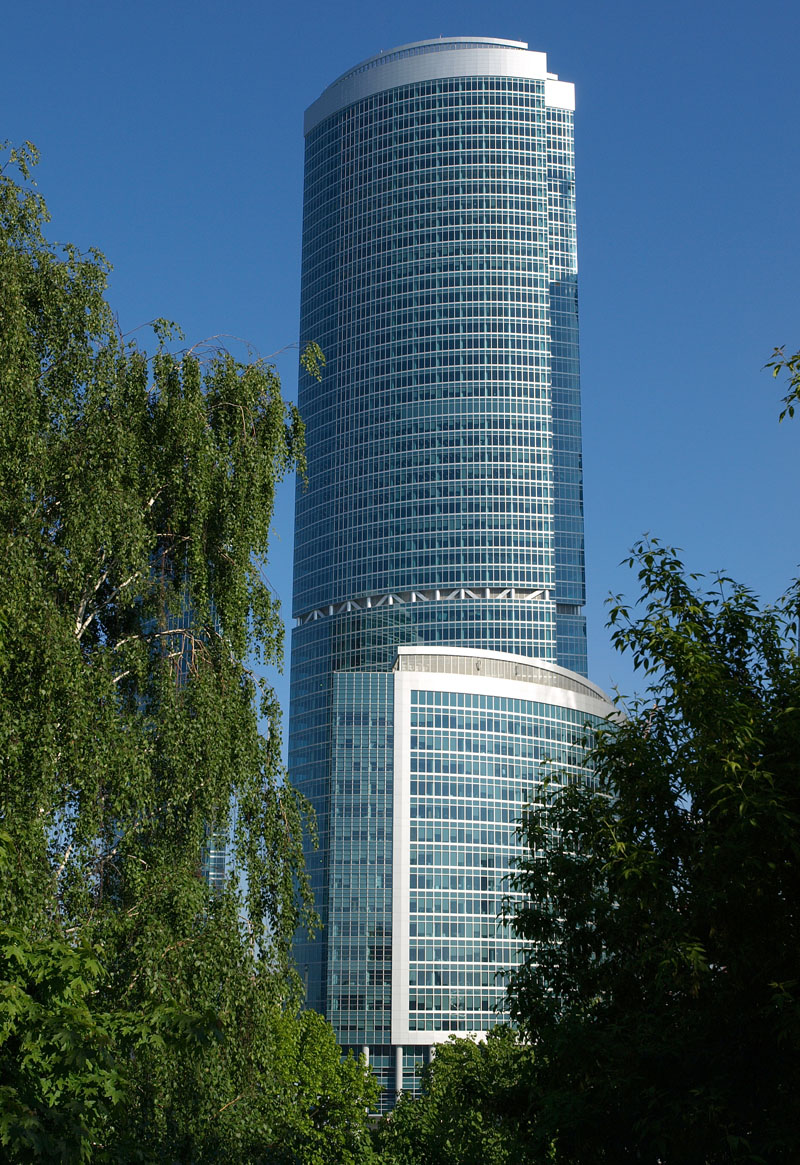
16 maggio 2008
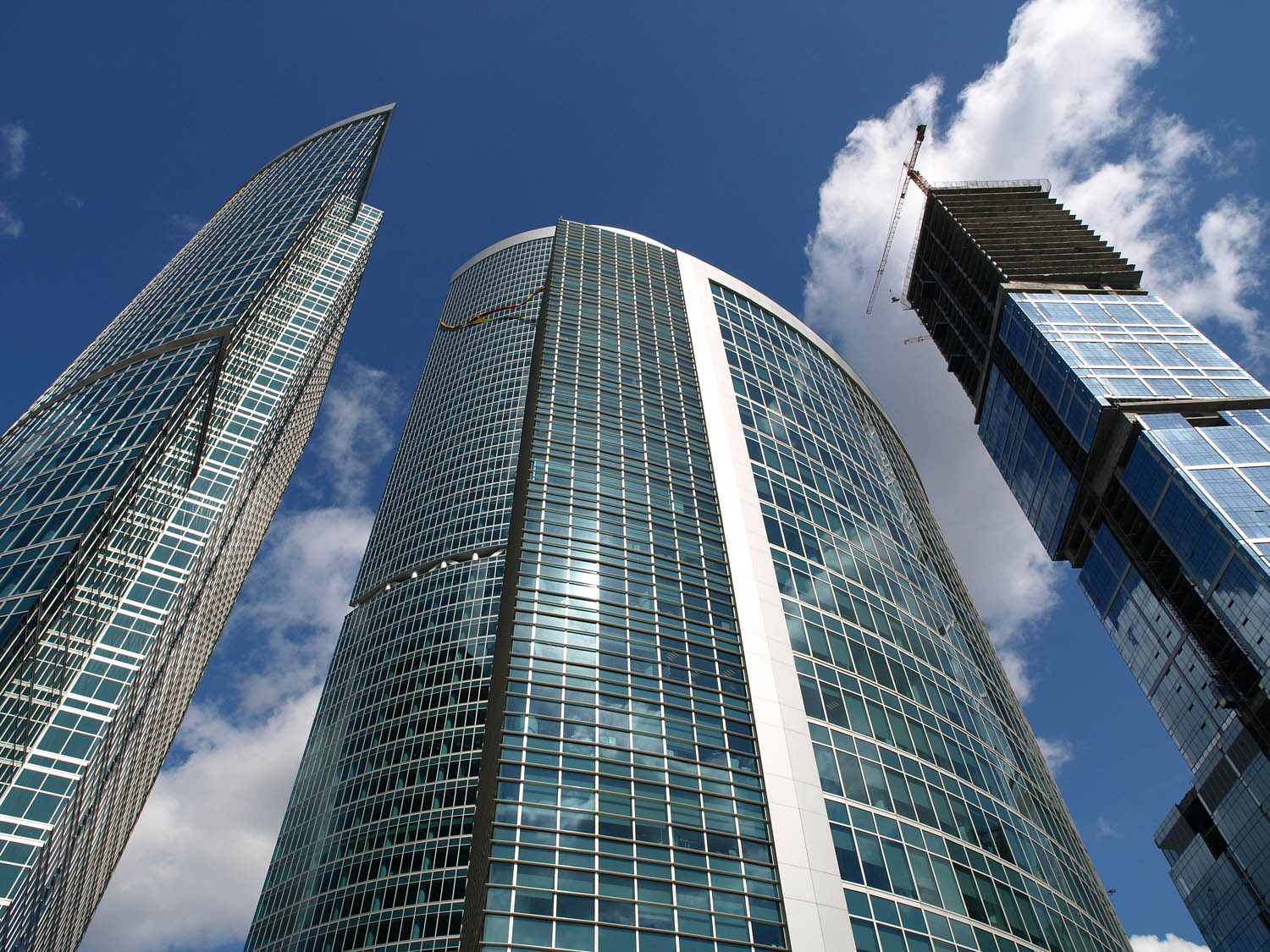
16 maggio 2008